# Qualiano
Qualiano – miejscowość i gmina we Włoszech, w regionie Kampania, w prowincji Neapol.
Według danych na rok 2004 gminę zamieszkiwało 24 537 osób, 3505,3 os./km².